# División de Nagpur
Nagpur (en maratí: अमरावती विभाग) es una de las seis divisiones administrativas del estado de Maharastra en la India. 

## Distritos
La división se encuentra a su vez subdividida en seis distritos según la tabla siguiente;
| Distrito   | Capital    | Superficie (km²) | Habitantes (2011) | Densidad (hab./km²) |
| ---------- | ---------- | ---------------- | ----------------- | ------------------- |
| Nagpur     | Nagpur     | 9 897            | 4 653 171         | 470,16              |
| Chandrapur | Chandrapur | 10 690           | 2 194 262         | 205,26              |
| Wardha     | Wardha     | 6 310            | 1 296 157         | 205,41              |
| Bhandara   | Bhandara   | 3 890            | 1 198 810         | 308,18              |
| Gondia     | Gondia     | 4 843            | 1 322 331         | 273,04              |
| Gadchiroli | Gadchiroli | 14 412           | 1 071 795         | 74,37               |

## Estadísticas
- Superficie: 50 042 km²
- Superficie bajo riego: 4 820 km²
- Población (censo 2011) : 11 736 526[1]

## Idiomas
Maratí, Urdu, Hindi.